# Japan Open Tennis Championships 1985
Il Japan Open Tennis Championships 1985 è stato un torneo di tennis giocato sul cemento. 
È stata la 13ª edizione del Japan Open Tennis Championships, che fa parte della categoria del Nabisco Grand Prix 1985 e del Virginia Slims World Championship Series 1985. Sia il torneo maschile che quello femminile si sono giocati a Tokyo in Giappone, dal 14 al 20 
ottobre 1985.

## Campioni

### Singolare maschile
Scott Davis ha battuto in finale  Jimmy Arias con il punteggio di 6–1, 7–6

### Singolare femminile
Gabriela Sabatini ha battuto in finale  Linda Gates con il punteggio di 6–3, 6–4

### Doppio maschile
Scott Davis /  David Pate hanno battuto in finale  Sammy Giammalva Jr. /  Greg Holmes con il punteggio di 7–6, 6–7, 6–3

### Doppio femminile
Belinda Cordwell /  Julie Richardson hanno battuto in finale  Laura Gildemeister /  Beth Herr con il punteggio di 6–4, 6–4